# Alexis Knapp
Alexis Knapp, född 31 juli 1989 i Avonmore, Westmoreland County, Pennsylvania, är en amerikansk skådespelerska. Hon är mest känd för filmerna Project X - Hemmafesten och Pitch Perfect. Hon har en dotter, Kailani, med skådespelaren Ryan Phillippe.

## Filmer i urval
- 2009 – Trubbel i paradiset
- 2010 – Percy Jackson och kampen om åskviggen
- 2012 – Project X - Hemmafesten
- 2012 – So Undercover
- 2012 – Pitch Perfect
- 2012 – Vamp U
- 2013 – Cavemen
- 2015 – Pitch Perfect 2